# Quatuor à cordes no 2 de Suk
Pour les articles homonymes, voir Quatuor à cordes no 2.
Le Quatuor à cordes no 2 opus 31 est un quatuor à cordes pour deux violons, alto et violoncelle de Josef Suk. Composé sur une période de dix ans et achevé le 4 juin 1911, il est créé à Berlin le 16 février 1912 par le Quatuor bohémien.
Œuvre d'un seul mouvement d'une écriture complexe, recherchée et spirituellement inspiré sans aucune référence au folklore slave, l'accueil fut mouvementé ; le compositeur confia : « mon deuxième quatuor est de la musique pure [...] le public à Prague et ailleurs a été aveuglé par la violence de ce langage. En Allemagne on m'a traité d'anarchiste, un anarchiste aussi terrible que Schoenberg. En 1912 à Berlin d'un côté des acquiescements, de l'autre des cris de honte et des sifflets ».

## Structure
1. Adagio religioso
2. Scherzo
3. Allegretto ma non troppo
4. Finale

- Durée d'exécution : trente minutes.

## Source
- François-René Tranchefort (direction), Guide  de la Musique de Chambre, Paris, Fayard, coll. « Les indispensables de la musique », 1998 (1re éd. 1989), VIII-995 p. (ISBN 2-213-02403-0, OCLC 717306887, BNF 35064530), p. 873